# NGC 5619
NGC 5619 est une vaste galaxie spirale intermédiaire relativement éloignée et située dans la constellation de la Vierge. Sa vitesse par rapport au fond diffus cosmologique est de 8 596 ± 17 km/s, ce qui correspond à une distance de Hubble de 126,8 ± 8,9 Mpc (∼414 millions d'al). NGC 5619 a été découverte par l'astronome britannique John Herschel en 1828.
La classe de luminosité de NGC 5619 est II et elle présente une large raie HI. De plus, c'est possiblement une galaxie du champ, c'est-à-dire qu'elle n'appartient pas à un amas ou un groupe et qu'elle est donc gravitationnellement isolée. Selon la base de données Simbad, NGC 5619 est une radiogalaxie.
À ce jour, une dizaine de mesures non basées sur le décalage vers le rouge (redshift) donnent une distance de 101,990 ± 9,468 Mpc (∼333 millions d'al), ce qui est à l'intérieur des valeurs de la distance de Hubble. Notons cependant que c'est avec la valeur moyenne des mesures indépendantes, lorsqu'elles existent, que la base de données NASA/IPAC calcule le diamètre d'une galaxie et qu'en conséquence le diamètre de NGC 5619 pourrait être d'environ 88,5 kpc (∼289 000 al) si on utilisait la distance de Hubble pour le calculer.
Selon E.L. Turner, les galaxies NGC 5619 et IC 4424 forment une paire de galaxies rapprochées. La distance de Hubble d'IC 4424 est égale à 122,23 ± 8,56 pc, ce qui est comparable à celle de NGC 5619. Considérant les incertitudes de ces distances, il se pourrait que ces deux galaxies forment une paire réelle.